# Niño de las Moras
Juan Ternero Mingorance, o más conocido por su nombre artístico de Niño de las Moras fue un cantaor de flamenco de etnia merchera español nacido en El Palo (Málaga) en 1886 y fallecido en Málaga, en 1970.
Dedicado a la pesca desde edad muy temprana, comenzó a cantar de manera profesional a los 12 años de edad, cuando consiguió su primer contrato en un ventorro. Desde entonces comompaginó el cante con la venta ambulante de moras, por lo que se le iría conociendo como El Niño de las Moras.
Con 20 años comienza a viajar y participar en festivales flamencos de Barcelona, Madrid, Ceuta, Tánger, Tetuán (protectorado español de Marruecos) y Cartagena (Murcia), en los que canta por martinetes, medias granaínas, soleás serranas, tarantos y malagueñas, y compartió escenario en el Café de Chinitas con la Niña de los Peines y Cojo de Málaga.
A Ternero Mingorance se le atribuye la difusión del jabegote, cante originario de las playas de El Palo y Pedregalejo, donde lo aprendió de los marengos. Aunque no se conserva ninguna grabación suya, sí las hay de Cándido de Málaga, quien lo escuchó en infinidad de ocasiones.
Actualmente tiene descendientes y familiares en toda Andalucía y en Asturias.